# Thematische progressie
Met thematische progressie of thema-rhema-progressie wordt in de tekstlinguïstiek het analyseren van zowel de samenhang tussen de zinnen van een tekst in termen van thema en rhema bedoeld. Voorwaarde is dat een zin in deze onderdelen kan worden opgesplitst. Het thema is het deel van de zin wat reeds als bekend wordt verondersteld (vaak is dit ook het onderwerp), terwijl het rhema datgene is wat nieuwe informatie bevat. De begrippen thema, rhema en thematische progressie/thema-rhema-progressie zijn bedacht door de School van Praag binnen de theorie van het functioneel zinsperspectief.
Thematische progressie kent drie hoofdvormen: eenvoudige lineaire progressie, coreferentie en de thematische sprong.

## Eenvoudige lineaire progressie
Een voorbeeld van wat in dit verband "eenvoudige lineaire progressie" genoemd wordt is het verband tussen de volgende 2 zinnen:
1. Mijn broer is tamelijk verkouden.
2. Zijn verkoudheid is sinds vanmorgen erger geworden.

In de eerste zin is Mijn broer het onderwerp en tamelijk verkouden het rhema. In de tweede zin heeft het zinsdeel dat als onderwerp dienstdoet (Zijn verkoudheid) dezelfde referent als het rhema van de eerste zin.

## Coreferentie
In het volgende zinspaar is daarentegen het thema van de eerste zin gelijk aan dat van de tweede (de onderwerpen van de eerste en de tweede zin zijn coreferent):
1. Mijn broer is tamelijk verkouden.
2. Toch gaat hij naar zijn werk.

## Thematische sprong
In een derde geval neemt het thema van de nieuwe zin noch het thema van de overige over zoals bij coreferentie, noch het rhema zoals bij lineaire progressie. In dit geval wordt gesproken van een thematische sprong. Bij een thematische sprong is geen sprake van formele samenhang (cohesie) tussen de zinnen, maar wel van inhoudelijke samenhang (coherentie): 
1. Het weer is slecht vandaag.
2. Ik ga niet naar buiten.